# 大叶火烧兰
大叶火烧兰（学名：Epipactis mairei）为兰科火烧兰属下的一个种。